# یواس‌اس جالی راجر (اس‌پی-۱۰۳۱)
یواس‌اس جالی راجر (اس‌پی-۱۰۳۱) (به انگلیسی: USS Jolly Roger (SP-1031)) یک کشتی بود که طول آن ۵۵ فوت ۲ اینچ (۱۶٫۸۱ متر) بود. این کشتی  در سال ۱۹۱۷ ساخته شد.